# Bluffen
Bluffen (engelska: The Hoax) är en amerikansk långfilm från 2006 i regi av Lasse Hallström, med Richard Gere, Alfred Molina, Marcia Gay Harden och Hope Davis i rollerna. Den bygger på en sann historia.

## Handling
Författaren Clifford Irving planerar att skriva och ge ut en falsk självbiografi av den excentriska miljardären Howard Hughes. Eftersom Hughes normalt undviker massmedia totalt förväntar sig Irving att han inte kommer att agera när boken tillkännages.

## Rollista
| Richard Gere      | – Clifford Irving   |
| Alfred Molina     | – Richard Suskins   |
| Marcia Gay Harden | – Edith Irving      |
| Hope Davis        | – Andrea Tate       |
| Julie Delpy       | – Nina van Pallandt |
| Stanley Tucci     | – Shelton Fisher    |
| Eli Wallach       | – Noah Dietrich     |